# Красная симфония
Красная симфония (исп. Sinfonía en Rojo Mayor) — историческая мистификация, представляющая собой текст в составе нескольких тетрадей, которые якобы нашёл испанский доброволец, воевавший в Великой Отечественной войне на стороне Красной Армии на теле доктора Иосифа (Хосе) Ландовского в Ленинграде. По другой интерпретации тетрадь обнаружил на трупе автора в доме одного из пригородов Ленинграда боец испанской «Голубой дивизии», воевавшей на стороне нацистской Германии (что согласуется с фактом издания книги в Испании во времена Франко). Текст опубликован в Испании на испанском языке издателем Маурисио Карлавилья (исп. Mauricio Carlavilla) в 1952 году. По мнению историков, «Красная симфония» использовалась в качестве доказательства существования жидомасонского заговора.

## Содержание
По версии публикаторов, содержит записи допросов Христиана Раковского. Предполагается, что будучи подсудимым третьего Московского процесса, Раковский, с целью облегчения своей участи, решил сообщить властям нечто, имеющее специальный интерес. Сталин дал распоряжение своему спецагенту Габриэлю (Ренэ Дюваль) произвести его допрос. Допрос состоялся в 1938 году. На допросе Раковский сообщил цели и методы «троцкистского заговора».

## Разоблачение мистификации
Фальшивость текста у академических учёных не вызывает сомнений. Указанные в рукописи события и личности персонажей (кроме самого Раковского) неизвестны из каких-либо документов. Исследователями зафиксирован анахронизм в тексте «Красной симфонии»: упоминание Раковским «Мирового банка», тогда как Всемирный банк был создан на основе Бреттон-Вудских соглашений в 1944 году, то есть спустя шесть лет после допроса Раковского (по книге — январь 1938 года) и, через три года после расстрела Раковского в Орловской тюрьме.
Историк В. В. Поликарпов указывает:

Для разоблачения заговора «мировой иудейской закулисы» пользуется популярность в «патриотических» кругах и такой «документ», как протокол допроса Х. Г. Раковского 26 января 1938 г. Его используют по тексту, приведённому в «Красной симфонии» — сочинении опубликованном от имени «доктор Ландовского» якобы служившего с 1936 года в токсикологической лаборатории НКВД. (Рукопись «Красной симфонии» будто бы была обнаружена «на трупе» Ландовского где-то «на Петроградском(?!) фронте» Второй мировой войны). Показания о своём участии во всемирном масонском заговоре Раковский дал, как сообщается в «Красной симфонии» от лица Ландовского под воздействием наркотического вещества, незаметно введённого ему самим этим «доктором». У «Ландовского» не без основания вся описанная процедура именуется «пыткой». Масоноведов определённого сорта («группа русских учёных патриотов» во главе с генералом спецслужбы) такая подробность не озадачивает, в их глазах «познавательная ценность» «документа» оттого едва ли не возрастает. Да, собственно, с точки зрения этого генерала и не видна разница между допросом-пыткой и «непринуждённо» проходившим «разговором»: ведь была «закуска и выпивка», «обстановка была создана уютная», а пилюля в рюмку — это лишь средство, «возбуждающее энергию и поддерживающее бодрое настроение».
Порочное происхождение «Красной симфонии», задуманное как подтверждение «Протоколов Сионских мудрецов», очевидно. Единственное в этой фашизоидной легенде похожее на конкретный факт обстоятельство — личность «доктора И. Ландовского», поскольку указаны место, время его службы в таком ведомстве, где о людях должно быть всё известно. Таким образом, хотя бы этот факт поддаётся объективной проверке. Редакция журнала «Вопросы истории» и обратилась в компетентное ведомство с просьбой дать возможность «проверить некоторые фактические сведения» о Раковском, «появившиеся в печати за последние годы». Требовалось установить, «достоверны ли сведения о том, что с 1936 г. в НКВД работал некто И. Ландовский, медик и химик (фармацевт) по профессии, участвовавший в подготовке допроса Х. Г. Раковского 16 января 1938 г.»; «если да, то что известно о судьбе этого Ландовского». В ответном письме ведомство исчерпывающе прояснило вопрос «Какими-либо сведениями о И. Ландовском Центральный архив ФСБ России не располагает».
Биограф Раковского М. Г. Станчев получил возможность ознакомиться со следственным делом своего героя. Протокола, напечатанного в «Красной симфонии», в нём, разумеется, не оказалось.

Историки Г. И. Черняховский, М. Г. Станчев и М. В. Тортика (Лобанова) отмечают:

В 1992 г. в журнале «Молодая гвардия», а затем и в других изданиях, известных своими «почвенно»-черносотенными установками, появилась перепечатка кусков из книги некоего И. Ландовского, изданной еще в 1950 г. в Мадриде на испанском, а в 1968 г. в извлечениях в Буэнос-Айресе на русском и вслед за этим в Лондоне — на английском языках. Эти фрагменты публикуются почему-то в переводе с испанского, причём переводчик, представивший элементарно неграмотный текст, замаскировался инициалами.
Основу публикации составляет текст допроса Раковского, якобы имевшего место 26 января 1938 г., то есть почти через два месяца после окончания следствия. Анализ этого «документа», вроде бы оказавшегося у Ландовского в силу явно фантастических перипетий, которые здесь и называть неловко (отметим лишь, что он якобы с 1936 г. служил в токсикологической лаборатории НКВД), фактические нелепости, внутренние противоречия, бредовый характер заявлений, приписываемых Раковскому, и главное — попытка изобразить его видным агентом «торгово-масонской» еврейской мафии, распоряжавшейся всем миром из США, убеждают, что речь идет об элементарной грязной фальшивке. Она представляет собой одно из новых изданий «протоколов сионских мудрецов», уже многократно разоблачавшихся общественностью в качестве «благословения на геноцид».
Некоторые авторы рассматривают этот дурно пахнущий текст в качестве некоей сталинской политической мистификации, предназначенной для сброса на Запад с целью убедить тамошних политиков в том, что СССР не собирается проводить коммунистическую экспансию, а занят своими сугубо национальными, точнее, русско-националистическими делами. Эта версия, однако, представляется совершенно неубедительной, имея в виду крайне низкое качество текста, его малограмотность. Для косвенной информации Запада советский диктатор мог бы легко найти гораздо более надежные пути.
По всей видимости, цель «Красной симфонии» состояла в использовании имени Раковского (его по злобной неграмотности именуют евреем и агентом всемирной еврейской мафии) для разжигания шовинистической злобы и антисемитизма, причем авторами этого демарша являлись российские национал-социалисты, приверженцы Гитлера, оказавшиеся после Второй мировой войны вначале во франкистской Испании, а затем в Латинской Америке. Весьма показательно, что этой нечистоплотной фальшивкой активно пользуются нынешние российские последыши Гитлера.
Небезынтересно отметить, что попытка авторов этой книги документально, с привлечением результатов психологической экспертизы фальшивки разоблачить ее провокационный характер в центральных газетах и журналах России не встретила понимания их редакций. Соответствующее письмо не было опубликовано ни одним популярным печатным органом. К сказанному остается лишь добавить, что, согласно информации редактора журнала «Вопросы истории» В. В. Поликарпова, на соответствующий запрос редакции был получен ответ: «Какими-либо сведениями о И. Ландовском Центральный архив ФСБ России не располагает», то есть последний в НКВД не служил.

Ассистент-профессор политики и глобальных проблем Южного Нью-Гэмпширского университета Памела А. Джордан отмечает:

Один из наиболее фантастических рассказов о похищении Е. К. Миллера изложен в «Красной симфонии» д-ра Иосифа М. Ландовского. Содержание книги и сам Ландовский почти наверняка подделки. Рукопись книги по сообщениям была обнаружена на теле Ландовского вскоре после его смерти советском фронте во время Второй мировой войны и опубликована в Испании в 1953 году: Iosif M. Landovskii Sinfonía en Rojo Mayor (Madrid: Editorial NOS, 1953). Согласно данному источнику Ландовский доктором НКВД, который сделал инъекцию Миллеру. Однако в данной версии истории похищения, Миллер вместо того, чтобы быть переправленным в Ленинград на «Марии Ульяновой», был перевезён по воздуху в Испанию и затем помещён на борт другого советского корабля следовавшего до Ленинграда. В книге содержится текст предполагаемых бесед Ландовского и Миллера. В конце Миллер умер, когда Ландовский сделал ему смертельную инъекцию на борту корабля, по всей видимости, чтобы избавить его от мучительной смерти.

## Издания книги
на испанском языке
- Josef Landowsky. Sinfonia en rojo mayor. — ASIN B000K5R3J6  (исп.)
- Josef Landowsky. Rakowskij-Protokoll: über die Vernehmung des Sowjetbotschafters Kristjan Jurjewitsch Rakowskij durch den Beamten der GPU Gabriel G. Kuzmin am 26. Januar 1938 in Moskau. — Mauricio Carlavilla Bremen: Faksimile, 1987. — 77 S. — ISBN 3-8179-0003-1  (нем.).

переводы на русский язык
- Ландовский И. М. Красная симфония / Пер. с исп. З. К. — Буэнос Айрес: Сеятель, 1968. — 102 с.
- Ландовский И. М. Красная симфония // Молодая гвардия. 1992. № 3—4. С. 144—202
- Ландовский И. М. Красная симфония : (Откровения троцкиста Раковского). — Новосибирск, 2000. — 79 с. (Библиотека Концептуальных Знаний : БКЗ / Общерос. Народ. Движение "К Богодержавию" № 35).